# Lavočkin La-150
Lavočkin La-150 byl první čistě proudový stíhač Lavočkinovy kanceláře, který se dočkal realizace. Využíval poznatků německé techniky, kterou se Sovětům podařilo ukořistit v závěru druhé světové války. Používaný motor Klimov RD-10 s tahem 8,81 kN byl kopií a rozvinutím německé konstrukce Junkers Jumo 004B. První prototyp stroje vzlétl 11. září 1946. Poté probíhaly zkoušky a letoun se poprvé představil veřejnosti 1. května 1947 na prvomájové manifestaci. Přesto, že výkony stroje byly vcelku dobré, La-150 se z důvodu vibrací při vyšších rychlostech sériově nevyráběl.

## Specifikace

### Technické údaje
- Osádka: 1
- Rozpětí: 8,20 m
- Délka: 9,42 m
- Výška: 2,60 m
- Nosná plocha: 12,15 m²
- Hmotnost prázdného stroje: 2059 kg
- Celková hmotnost: 6961 kg
- Pohonná jednotka: 1 × proudový motor RD-10 o tahu 900 kg

### Výkony
- Maximální rychlost: 850 km/h
- Přistávací rychlost: 150 km/h
- Počáteční stoupavost: 22,1 m/s
- Výstup na 5000 m: 4,8 min
- Dostup: 12 600 m
- Dolet: 700 km

### Výzbroj
- 2 × kanón NS-23 ráže 23 mm